# Loudest Common Denominator
Loudest Common Denominator é um álbum ao vivo da banda Drowning Pool, lançado em 2009, com os singles e "37 Stitches" e "Shame" nas versões acústicas.

## Faixas
1. "Sinner" - 2:49
2. "Full Circle" - :11
3. "Enemy" - 3:34
4. "Step Up" - 3:45
5. "Shame" - 3:14
6. "Reminded" - 3:41
7. "Soldiers" - 5:45
8. "Reborn" - 4:12
9. "Pity" - 3:49
10. "Bodies" - 10:02
11. "Tear Away" - 5:03
12. "37 Stitches" (Acústico) - 3:46
13. "Shame" (Acústico) - 4:25